# Bérczesi Róbert
Bérczesi Róbert 1976. szeptember 12-én született Gyulán, de a gyermekéveit már Komlón töltötte.
Itt döntötte el tizennégy évesen, hogy dalszerző lesz, majd miután 1996. szeptember 2-án  Budapestre költözött, és gimnazista zenekarával, a BlaBlával egy országos zenei tehetségkutató fődíjának nyerteseként megjelentetett egy viszonylag sikertelen albumot, úgy döntött, hogy új vizekre evez, és 2000-ben egymagában megalapította a hiperkarmát, amely aztán mindjárt az első, cím nélküli lemezének dalaival meghozta számára az áttörést.
Ezzel egy időben Bérczesi Róbert mindennapos keménydrog-használóvá vált, és az is maradt az elkövetkező húsz évben, egészen 2020. augusztus 6-ig, amikor is sokadik próbálkozás után végre sikerült letennie a szereket. 
Istenhívő, film- képregény- életrajzi könyv- és Beatles-rajongó, ezen kívül körülbelül kétszázötven dal tulajdonosa.
Jelenleg Budapesten él.

## Élete
A Dalszerzők az A38 hajón 2015 októberi felvételén beszél arról, hogy szülei féléves korában elváltak. Édesanyja újra férjhez ment, új férje kapott egy munkalehetőséget a komlói szénbányában, így odaköltöztek. Robi 15 éven keresztül ott élt, egészen 19 éves koráig, majd 1996. szeptember 2-án felköltözött Budapestre. 
Költözése után kezdett el aktívabban zenéléssel foglalkozni. 1999-ben már három évet töltött Budapesten, de még mindig nem érezte otthonának a várost, ezért minden hétvégén hazajárt Komlóra, viszont ez a hazajárós korszak csak addig tartott, amíg meg nem alapította a hiperkarmát.

### Drogproblémák
Saját bevallása szerint két évtizeden át drogproblémákkal küzdött. 2011-es sikertelen leszokási próbálkozása után, mely alatt saját elmondása szerint gyógyszerekre ivott, rászokott a dizájnerdrogokra. 2013. december 29-én mentő szállította a Nyírő Gyula Kórház pszichiátriai osztályára, ahol azután hónapokat töltött, de miután kijött, nagyon hamar visszaesett, és 2020. augusztus 6-ig aktív kábítószerfüggő is maradt, azóta azonban tiszta, sőt, 2023. szeptember 1-én az alkohollal is megszüntette a kapcsolatot.

### Szelfi
2015. június 8-tól szerepelt az RTL II Szelfi című műsorában, amelyre saját elmondása szerint terápiás eszközként is tekintett.

## Zenei pályafutása

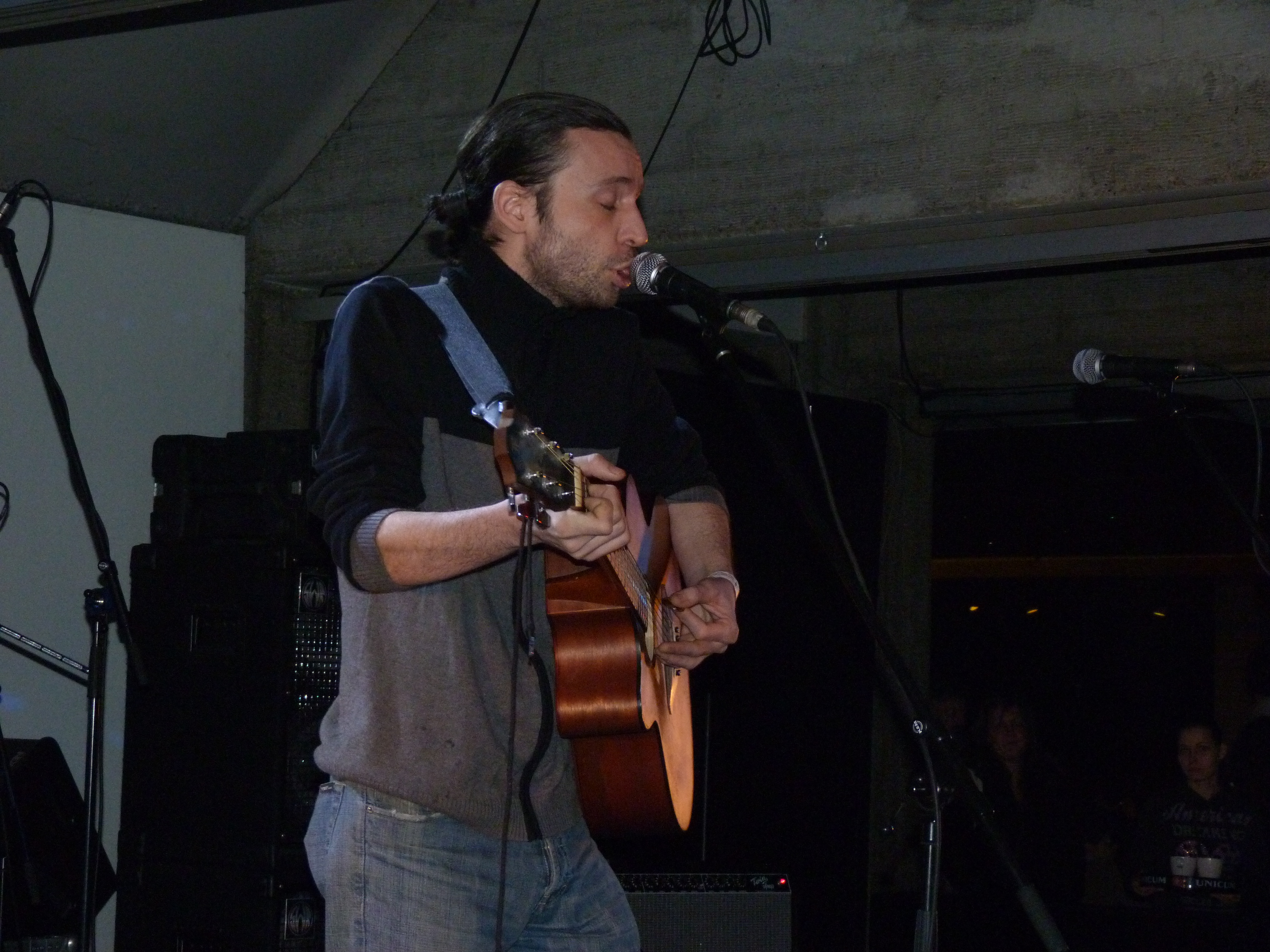
Bérczesi Róbert a Gödör Klubban, a Víg Végnapjaink fesztiválon 2012-ben

### Later, BlaBla
Legkorábbi ismert zenekara a Later című gyakorlatilag a gimnáziumi évek alatt alapított, a nagyközönség számára ismeretlen produkció. Ebből alakult, a valamivel ismertebb BlaBla, amely megnyerte a Pepsi által szervezett Generation Next tehetségkutatót amelynek nyereményeként elkészíthettek egy valódi stúdiólemezt, ez 1998-ban jelent meg Kétségbeejtően átlagos címmel.

### Hiperkarma
Azonban a legismertebb munkája a magyar alternatív könnyűzenére komoly hatást gyakorló hiperkarma két lemeze a hiperkarma (2000) és az amondó (2003). Az első lemezt gyakorlatilag egyedül vette fel, és mindkét lemez szerepel a 303 magyar lemez amit hallanod kell mielőtt meghalsz című, 2008-as megjelenésű kötetben. A zenekar 2007-ben feloszlott, azóta egy rövid időre újra összeállt 2011-ben, de lemez nem jelent meg, a koncertek sűrűsége pedig alkalmi jellegűvé redukálódott.

#### A harmadik Hiperkarma-lemez
A zenekar 2014-ben újra összeállt és dolgozni kezdett a harmadik, konyharegény című lemezen, amelynek bemutatója 2014. október 31-én zajlott, a hagyománnyá vált Hiperkarma Halloween című, a zenekar minden aktív évében megrendezett eseménye keretein belül.

### A Hiperkarma első feloszlása után
A hiperkarma első feloszlása után, 2009 őszén, sikeres, beates hangzású zenekart alapított a Pluto zenekar frontembereként ismert Nemes Andrással, Biorobot néven, de 2011 óta (mióta a hiperkarma újjáalakult), nem lehetett hallani felőle, hivatalos feloszlás azonban nem volt bejelentve. 2011-ben és 2018-ban szólólemezeket jelentetett meg kedvenc feldolgozásaiból Én meg az Ének: Emléxel? és Én meg az Ének: emléxel még? címmel  2013 november 28-án különösebb hírverés és kiadó nélkül jelent meg a BioRoBoT cím nélküli lemeze.
2017-ben jött a délibáb, 2019-ben a napsütötte rész, 2023-ban az EXITS EXIST, majd 2024-ben a SZÓLNI KELL című HIPERKARMA album, illetve single-dalok (szelidecske (Palya Beával), Olyannak Láss (a Baltazár Színházzal), jószerencsét!, attól kezdve, a kincsem meg én, a falon túl, VONATOK DÉLNEK, VARÁZSHEGY, Jó Nekem (meszkával), Nélkülem (Molnár Tamással), Szózene (Pajor Tamással), Játsszál! (meszkával), ÚGY HALLGATNÁLAK).
Külön bekezdést érdemel Müller Péter Sziámival közös dalszerzői munkássága, amelyben Péter száz dalszövegét zenésítette meg, ebből három album (Napidalok, Képzeld Magad!, Csillagtúra), és három HIPERKARMA single (VARÁZSHEGY, ÓVNI FOGLAK, AZ ÉN HŐSÖM) látott napvilágot eddig.

## Diszkográfia
- BlaBla : Izék (album) (1996)

- BlaBla : Kétségbeejtően Átlagos (album) (1998)
- BlaBla : Csillagtelep (album) (1999)
- hiperkarma : hiperkarma (album) (2000)
- hiperkarma : dob+basszus (single) (2000)
- hiperkarma : lidocain (single) (2001)

- hiperkarma : hiperkarma (single) (2002)

- hiperkarma : zöldpardon (single) 2002)

- hiperkarma : amondó (album) (2003)

- hiperkarma : mitévő (single) (2003)

- Pamut : Képzeld el! (single) (2010)

- Én meg az Ének : emléxel? (2011)

- BioRoBoT : BioRoBoT (album) (2013)

- hiperkarma : konyharegény (album) (2014)

- BioRoBoT : Annyi Még (single) (2016)

- BioRoBoT : Szélcsendkirály (single) (2016)

- hiperkarma : délibáb (single) (2016)

- hiperkarma : délibáb (album) (2017)

- hiperkarma : megünnepelni jó (single) (2017)

- BéRCZeSi RóBeRT feat. Palya Bea : Szelidecske (single) (2018)

- Én meg az Ének : emléxel még? (2018)

- BéRCZeSi RóBeRT : Olyannak Láss (single) (2019)

- hiperkarma : napsütötte rész (single) (2018)

- hiperkarma : a napsütötte rész (album) (2019)

- hiperkarma : jószerencsét! (single) (2019)

- hiperkarma : attól kezdve (single) (2020)

- hiperkarma : a kincsem meg én (single) (2020)

- BéRCZeSi RóBeRT : KaRaNTéNLeMeZ (album) (2020)

- Én meg a Péter : Lesz Még Itt Fesztivál (single) (2021)

- hiperkarma : a falon túl (single) (2021)

- BéRCZeSi RóBeRT : Jóember (single) (2021)

- BéRCZeSi RóBeRT : Napidalok (album) (2021)

- BéRCZeSi RóBeRT : Aki Nem Megy El (single) (2022)

- HIPERKARMA : VONATOK DÉLNEK (single) (2022)

- HIPERKARMA : THE WILD (single) (2022)

- HIPERKARMA : KILLER IN THE BASEMENT (single) (2022)

- HIPERKARMA : VARÁZSHEGY (single) (2022)

- BéRCZeSi RóBeRT feat. meszka : Jó Nekem (single) (2022)

- HIPERKARMA : ÓVNI FOGLAK (single) (2022)

- HIPERKARMA : GET CLOSE (single) (2023)

- Molnár Tamás, Bérczesi Róbert : Nélkülem (single) (2023)

- HIPERKARMA : AZ ÉN HŐSÖM (single) (2023)

- Molnár Tamás, Bérczesi Róbert : Nélkülem Akusztik (single) (2023)

- BéRCZeSi RóBeRT : Napidalok 2 - Képzeld Magad! (duettalbum) (2023)

- BéRCZeSi RóBeRT feat. Prédikátor : Szózene (single) (2023)

- BéRCZeSi RóBeRT feat. meszka : Játsszál! (single) (2023)

- HIPERKARMA : ÚGY HALLGATNÁLAK (single) (2023)

- HIPERKARMA : NAPIDALOK NAGYKONCERT (Akvárium koncertalbum) (2023)

- HIPERKARMA : EXITS EXIST (album) (2023)

- MÜLLER PÉTER SZIÁMI, BÉRCZESI RÓBERT ÉS A HIPERKARMA : CSILLAGTÚRA (single) (2024)

- MÜLLER PÉTER SZIÁMI, BÉRCZESI RÓBERT ÉS A HIPERKARMA : CSILLAGTÚRA (album) (2024)

- HIPERKARMA : TIK-TAK (single) (2024)

- HIPERKARMA : SZÓLNI KELL (album) (2024)
- BéRCZeSi RóBeRT : Szemben a Holddal (single) (2024)
- BéRCZeSi RóBeRT : Ma Is Meghalok (single) (2025)
- HIPERKARMA : GARABONCIÁS (single) (2025)

## Könyv
- Kiss László–Bérczesi Róbert: Én meg az Ének. Behúzott szárnyú felfelé zuhanás; Athenaeum, Bp., 2019
- Bérczesi Róbert: BéRCZeSi RóBeRT DaLSZöVeGKöNYVe; Scolar, Bp., 2021
- NAPLÓÉVKÖNYV; szerzői, Bp., 2022

## Díjai, elismerései
- Artisjus-díj Az év könnyűzenei szövegírója (2019)[21] a Napsütötte rész című dal szövegéért